# Krzysztof Bobola (1517–1559)
Krzysztof Bobola herbu Leliwa (ur. 1517, zm. 1559) – dziedzic dóbr koło Krosna, (według ks. Jana Popłatka), dziadek św. Andrzeja Boboli.
Ożeniony z Elżbietą z Wielopolskich, h. Starykoń (1520–1615), która swym posagiem dóbr Jabłonica, wzmocniła stanowisko Krzysztofa. 
Z gościnności Krzysztofa i Elżbiety Wielopolskich w dworku w Iskrzyni koło Krosna często korzystali podróżujący, słynni (według ks. J. Poplatka), w XVI wieku jezuici: Herbestowie, Laterniowie, Skargowie.  
Krzysztof i Elżbieta pozostawili liczne potomstwo. Do ich dzieci zaliczyć należy pięć córek  (m.in. Urszulę, poślubioną przez Zborowskiego) i trzech synów, m.in.: 
Jana – dziedzica dóbr koło Krosna, namiestnika w Dobrowodzie, 
Andrzeja – podkomorzego i sekretarza królewskiego,   
Mikołaja –  dziedzica dóbr koło Krosna i  Strachociny oraz prawdopodobnie (według ks. Jana Poplatka) ojca św. św. Andrzeja Boboli. 